# Cruckmeole
Cruckmeole – wieś w Anglii, w hrabstwie Shropshire. Leży 7 km na południowy zachód od miasta Shrewsbury i 227 km na północny zachód od Londynu.